# 전자 프런티어 재단
전자 프론티어 재단(Electronic Frontier Foundation, EFF)은 미국 샌프란시스코에 본부를 둔 국제 비영리 디지털 권리 단체이다. 1990년에 인터넷 상의 시민 자유를 증진하기 위해 설립되었다.
EFF는 법정에서 법률 방어 자금을 지원하고, 법정참여인 의견서를 제출하며, 개인과 신기술을 과도한 법적 위협으로부터 보호한다. 또한 정부의 부당 행위를 폭로하고, 정부 및 법원에 자문을 제공하며, 정치적 행동과 대량 우편 발송을 조직한다. 개인의 자유와 온라인 시민 자유를 보장하는 일부 신기술을 지원하고, 관련 뉴스와 정보를 담은 데이터베이스와 웹사이트를 운영한다. 개인의 자유와 공정 사용을 침해할 우려가 있는 법안을 감시·저지하며, 근거 없다고 판단되는 남용 특허를 방어하기 위해 해당 특허 목록을 수집한다.

## 역사

2018년까지 사용된 EFF 로고

### 창립
전자 프론티어 재단은 1990년 7월, 존 길모어, 존 페리 바로우, 미치 카포르에 의해 설립되었다. 당시 법 집행 기관의 조치들로 인해, 새롭게 등장한 온라인 소통 방식에 대한 이해가 부족하다는 결론이 내려졌기 때문이다. 또한 인터넷 상의 시민 자유를 더 강력히 보호할 필요가 제기되었기 때문이다.
1990년 4월, 바로우는 매킨토시 ROM 시리즈의 소스 코드 절도 및 유포 사건과 관련해 연방수사국 요원의 방문을 받았다. 그는 그 요원이 컴퓨터 기술에 대해 거의 알지 못한다는 점 때문에 상황이 복잡해졌다고 표현했다. 자신이 무죄임을 입증하기 전에 그에게 ‘죄’가 무엇인지부터 설명해야 할 것 같았다고 회상했다. 바로우는 이러한 경험이 “정부의 혼란 속에서 모든 사람의 자유가 위협받는 시기”의 한 단면이라고 느꼈다.

바로우는 이 경험을 온라인 커뮤니티 The WELL에 게시했고, 유사한 경험을 한 미치 카포르와 연락을 주고받았다. 두 사람은 인터넷 상 시민 자유를 옹호할 필요성에 공감했다. 카포르는 법률 비용을 지원하기로 약속했고, 이들은 컴퓨터와 자유에 관한 《하퍼스 매거진》 포럼에 참여했던 몇몇 해커를 변호하기 위해 뉴욕의 법률 사무소에 연락했다. 이 해커들은 미국 비밀경호국의 압수 수색 대상이었다.
이 사건은 언론의 주목을 받았으며, 존 길모어와 스티브 워즈니악으로부터 재정 지원 제안이 이어졌다. 바로우와 카포르는 정부와 기술 간 충돌을 계속 조사했고, 1990년 6월, 바로우는 온라인에 영향력 있는 글 ‘범죄와 당혹’을 게시했다. 이 글에서 디지털 표현의 자유와 사이버 공간에서 미국 헌법 적용 관련 교육, 로비, 소송 자금을 조성하고 배분하는 조직을 만들 계획임을 발표했다.
6월 말, 바로우는 샌프란시스코에서 컴퓨터 산업 주요 인물들과 만찬을 열고 위협에 대응할 방안을 논의했다. 그는 “FBI와 비밀경호국의 행동은 점점 심화되는 사회적 위기의 징후”이며, 미국은 정보 시대에 진입했으나 이를 적절히 보호할 법과 은유가 없다고 판단했다.
바로우는 이러한 문제에 대응하기 위해 정식 조직이 필요하다고 느꼈으며, 캐시 쿡(Cathy Cook)을 언론 담당자로 고용하고 훗날 전자 프론티어 재단이 될 조직의 기반을 마련하기 시작했다.
전자 프론티어 재단은 1990년 7월 10일, 미치 카포르와 존 페리 바로우에 의해 공식적으로 설립되었다. 이후 곧바로 존 길모어, 스티브 워즈니악, |스튜어트 브랜드를 이사회 이사로 선임하였다.
초기 자금은 카포르, 워즈니악, 그리고 익명의 후원자로부터 제공되었다.
1990년에는 마이크 갓윈이 재단 최초의 상근 법률 고문으로 합류하였다. 이어 1991년에는 에스터 다이슨과 제리 버먼(Jerry Berman)이 이사회에 합류했다. 1992년에는 클리프 피갈로(Cliff Figallo)가 초대 사무소의 이사가 되었고, 같은 해 12월, 제리 버먼이 새로 설립된 제2 사무소를 기반으로 재단 전체의 임시 총괄 이사로 임명되었다.

### 초기 사건
이 조직의 창립 동기는 1990년 초 미국 비밀경호국이 Steve Jackson Games를 대상으로 실시한 대규모 수색 및 압수 작전이었다. 당시 미국 전역에서는 비슷하지만 공식적으로는 무관한 여러 법 집행 기관의 압수 수색이 이루어졌으며, 이는 Operation Sundevil이라는 연방-주 합동 태스크포스의 일환이었다. 게임 회사의 프로젝트 중 하나였던 《GURPS Cyberpunk》는 실수로 컴퓨터 범죄를 위한 지침서로 분류되었고, 이에 따라 비밀경호국은 Steve Jackson Games 사무실을 급습하였다.
이 압수 수색을 위한 수색영장은 성급하게 발부된 것으로 간주되었으며, 이후 회사 측은 이메일의 무단 접근 및 변조가 이루어졌다고 주장했다. 당시 전화 통화는 법적으로 보호받았지만, 디지털 이메일은 개념 자체가 새로워서 아직 개인 프라이버시 권리의 보호 범주에 포함되지 않았다. Steve Jackson Games 사건은 전자 프론티어 재단이 맡은 첫 번째 대규모 사건으로, 이 사건을 계기로 컴퓨터 및 인터넷 관련 시민 자유 보호 운동이 본격적으로 전개되었다.
EFF의 두 번째 주요 사건은 Bernstein v. United States로, Cindy Cohn이 이끌었다. 이 사건에서 프로그래머이자 교수인 Daniel J. Bernstein는 자신의 암호화 소프트웨어 ‘Snuffle’과 그에 대한 논문을 출판할 수 있도록 허용해 달라고 미국 정부를 상대로 소송을 제기했다. 이후 재단은 Edward Felten, Jon Lech Johansen, Dmitry Sklyaro 등을 변호하는 활동에도 참여해왔다.

### 확장과 발전

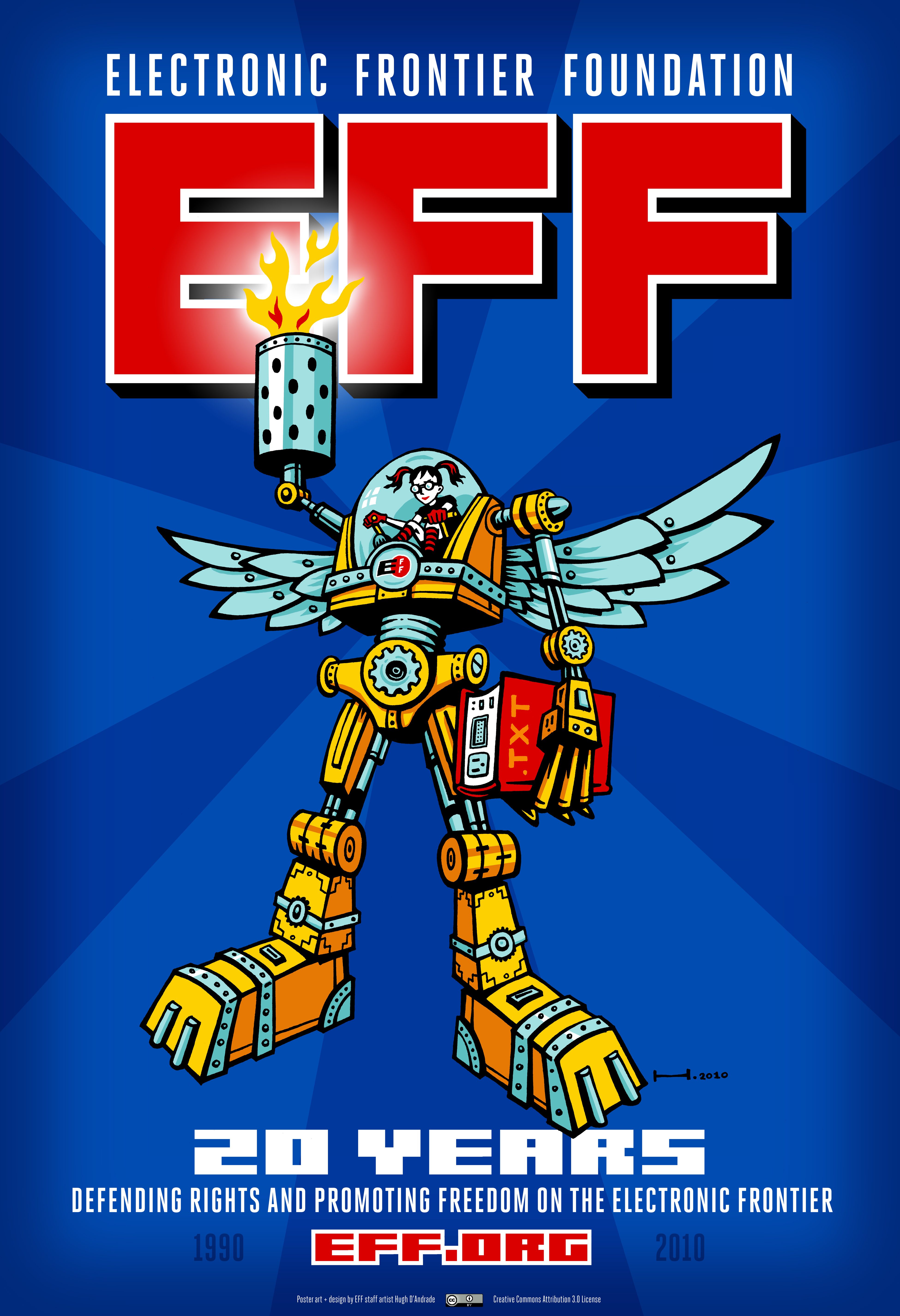
2010년 초, EFF는 창립 20주년을 기념하여 이 포스터를 공개했다.

이 조직은 처음에 보스턴에 위치한 미치 카포르의 기업 사무실인 Kapor Enterprises에 둥지를 틀었다. 1993년 가을까지 EFF의 주요 사무실은 워싱턴 D.C.에 위치한 하나의 통합된 사무실로 이전되었고, 당시 총괄 이사는 제리 버먼이었다. 이 시기 동안 재단은 로비 활동을 통한 국가 정책 영향력 행사에 집중하였으며, 이는 일부 구성원들의 불만을 야기하기도 했다. 1994년, 버먼은 EFF를 떠나 민주주의와 기술 센터(Center for Democracy and Technology)를 설립했고, 드루 토브먼이 잠시 총괄 이사직을 맡았다.
1995년, 총괄 이사 로리 페나(Lori Fena)의 지도 아래, 조직은 구조조정과 지지 기반 재정비를 위해 샌프란시스코로 사무실을 이전하였다. 처음에는 존 길모어의 Toad Hall에 임시로 입주하였고, 이후 1550 브라이언트 거리의 Hamm’s 빌딩으로 이전하였다. 이후 페나는 이사회로 자리를 옮겼고, 타라 레미(Tara Lemmey)가 잠시 지도한 뒤, Barry Steinhardt가 뒤를 이었다. 그는 [미국시민자유연맹] 산하 기술 및 자유 프로그램 출신이며 이후 다시 ACLU로 복귀했다.
EFF가 샌프란시스코 미션 지구의 454 쇼트웰 스트리트(Shotwell St.)로 사무실을 옮기기 직전, 마이크 갓윈이 퇴사하였고, 오랫동안 법률 책임자로 재직하던 Shari Steele이 총괄 이사로 임명되었으며, 변호사 Cindy Cohn이 법률 책임자 자리를 이어받았다.
2006년 봄, EFF는 워싱턴 D.C.에 다시 사무소를 열고 두 명의 새로운 상근 변호사를 채용했다고 발표했다. 2012년에는 샌프란시스코 에디 거리 815번지에 위치한 새 본부 건물의 리노베이션을 위한 모금 캠페인을 시작하였고, 2013년 4월에 이사를 완료하였다. 2015년 4월 1일, 샤리 스틸이 총괄 이사직에서 물러났고, 그 자리를 신디 콘이 이어받았다. 코린 맥셰리(Corynne McSherry)는 새 법률 책임자가 되었으며, 커트 옵살(Kurt Opsahl)은 법무 책임자(General Counsel)로 임명되었다.

### DES 크래커
1990년대 중반 무렵, 미국 정부가 키 복구를 사용하지 않는 한 어떠한 보안 암호화 제품도 수출을 허가하지 않으면서, [데이터 암호화 표준]으로 보호된 정보는 정부도 복호화할 수 없다는 주장을 계속하자, EFF는 이에 대해 심각한 우려를 표하기 시작했다. 이는 DES 챌린지 중 첫 번째에서 DES가 공개적으로 해독된 이후에도 이어졌다.
EFF는 특수 목적 하드웨어와 소프트웨어를 활용하여 약 21만 달러의 비용을 들여 EFF DES 크래커(별명: 딥 크랙)를 공동 설계·지원하였다.
이 장비를 통해 1998년 7월 17일에는 암호 해독 시간이 56시간까지 단축되었고, 1999년 1월 19일에는 distributed.net과의 협업을 통해 24시간 이내로 줄이는 데 성공하였다.
EFF는 이 크래커에 대한 설계도와 소스 코드를 공개하였다. 이후 4년 내에 [고급 암호화 표준]이 DES를 대체하는 표준으로 제정되었다.

## 활동

### 입법 활동
EFF는 이메일 프라이버시 법안(Email Privacy Act)의 주요 지지자 중 하나이다.

### 소송 활동
EFF는 목표 달성을 위해 미국 사법체계 전반에 걸쳐 정기적으로 소송을 제기하고 방어한다. EFF는 오랫동안 공공 참여에 대한 전략적 소송(SLAPP)을 표현의 자유를 억압하려는 시도로 간주하며, 효과적인 반-SLAPP 법안 제정을 지지해왔다.
EFF가 관여한 가장 중요한 기술 관련 법률 사건들로는 MGM Studios, Inc. v. Grokster, Ltd., Apple v. Does 등이 있다.

#### Hachette 대 인터넷 아카이브
EFF는 인터넷 아카이브를 대리하여 Hachette v. Internet Archive 사건에 참여하였다.
코로나19 팬데믹 이후, 인터넷 아카이브는 물리적 서적을 디지털로 대출할 수 있는 시스템을 도입하였다. 그러나 이 소송에서 하셰트(Hachette) 측이 승소하여 인터넷 아카이브는 해당 디지털 도서 대출 시스템을 중단하게 되었다.

### 특허 파괴 프로젝트
특허 파괴 프로젝트(Patent Busting Project)는 EFF가 부당하며 혁신을 억제하거나 온라인 표현을 제한한다고 판단하는 특허에 도전하는 이니셔티브이다. 이 프로젝트는 2004년 4월 19일 시작되었으며, 두 단계로 구성된다: 문제 특허가 초래하는 피해 문서화, 그리고 미국 특허청에 이의 제기 제출.

### 선거권 옹호 활동
EFF는 오랫동안 투표 기계의 종이 감사 추적장치(paper audit trail)를 지지해 왔으며, 2004년 미국 대통령 선거 이후 이에 대한 증언을 하였다. 이후 특정 모델의 취약점을 폭로한 Hariprasad Vemuru의 연구를 지원했다. 2008년부터는 ‘Our Vote Live’라는 웹사이트와 데이터베이스를 운영하며, 핫라인 자원봉사자들이 선거일 발생하는 부정행위 및 유권자 억압 사례를 신속하게 기록한다.
EFF는 2016년 미국 대통령 선거 당시 온라인 피싱 문제에 적극 대응했다. 미시간 대학교 컴퓨터 보안 교수인 J. Alex Halderman은 당시 논란이 된 선거 결과 조작 의혹과 관련해 힐러리 클린턴이 패배한 위스콘신, 미시간, 펜실베이니아 일부 주의 재검표를 권고하는 글을 ’Medium’에 발표했다. 이에 반발한 해커가 할더먼 교수 이름으로 반유대주의 및 인종차별적 이메일을 미시간대 학생들에게 발송했다. EFF는 이러한 논란을 알리고 온라인 피싱 근절을 촉진하고 있다.

### 콘텐츠 중재 개혁
2018년 봄, EFF는 Open Technology Institute, Center for Democracy & Technology, ACLU Foundation 북부 캘리포니아 지부 및 4명의 학자들과 함께 '산타클라라 원칙: 콘텐츠 중재의 투명성과 책임에 관하여(The Santa Clara Principles)' 문서를 작성했다. 이 원칙은 소셜 네트워크에 다음 지침을 제시한다.
- 삭제된 게시물 통계는 공개되어야 한다.
- 이용 정지되거나 게시물이 삭제된 이용자는 명확한 사유를 통보받아야 한다.
- 이용자는 이의 신청할 권리가 있으며, 이의 신청은 사람이 직접 검토해야 한다.
6개월 후, 같은 단체들은 Article 19 등 약 80여 개 단체와 함께 페이스북에 산타클라라 원칙 채택을 촉구했다. 이후 페이스북이 법 집행 기관이 만든 ‘소속 없는 계정(sock puppet)’과 교류한 이용자에게 경고하도록 요청하는 내용으로 업데이트됐다.
2019년, EFF와 OTI는 영국에서 온라인 유해 콘텐츠 규제 백서(Online Harms White Paper) 관련 청문회에 출석해, 소셜미디어 규제 강화 제안들이 악용될 가능성이 있다고 지적했다. 또한 2019년 EFF는 'TOSsed Out' 웹사이트를 개설해 불일치하게 적용되는 중재 규칙 사례를 기록하고 있다. 신디 코언은 온라인에서 표현의 자유 수호 의지를 강조하며 "일단 (중재를) 시작하면, 압력이나 소송 위협으로 인해 사람들을 침묵시키는 권력이 한쪽 방향으로만 흐르지 않는다"고 말했다.

#### 스택 보호
2022년 12월, EFF와 56개의 디지털 인권 단체가 인터넷 인프라 제공자들에게 자신들이 서비스하는 웹사이트의 콘텐츠를 직접 검열하지 말 것을 촉구했다. 이 단체들은 많은 인프라 제공자가 웹사이트 전체에 대한 접근을 차단하는 방식으로만 콘텐츠를 관리할 수 있어, 최종 이용자에게 투명성과 이의 제기 수단이 거의 없다고 주장했다. 또한 정부가 인프라 제공자에 압력을 가해 반대 세력이나 소수자 그룹에 대한 서비스를 거부하도록 할 우려, 그리고 독점적 인프라 제공자가 차단 대상 이용자를 완전히 오프라인으로 만들 위험이 있다고 지적했다. 이 연합은 플랫폼과 사용자 대상 웹사이트가 더 적합한 중재자가 될 수 있다고 믿는데, 이들은 특정 콘텐츠만 삭제하거나 계정을 세밀하게 제재하고, 중재 결정에 대한 이유 설명과 이의 제기 절차를 제공할 수 있기 때문이다.
이 캠페인은 여러 인터넷 서비스 제공자와 DDoS 방어 업체들이 논란이 된 포럼 ‘Kiwi Farms’에 대한 서비스를 중단하도록 설득한 ‘Drop Kiwi Farms’ 운동 이후에 시작되었다. 이후 Kiwi Farms가 오픈소스 봇 탐지 도구 뒤로 돌아오자, EFF는 DDoS 방어 서비스를 인프라 제공자로 분류하는 것을 중단했는데, 이들은 웹사이트의 온라인 상태 유지 여부를 결정할 수 없기 때문이다.

## 수상 내역
EFF는 자사의 목표에 부합하는 활동을 촉진하기 위해 두 가지 시상식을 주최한다.

### EFF 상
EFF 상은 2022년까지는 'EFF Pioneer Awards'라는 명칭으로 불렸으며, 매년 전자 영역에서 자유와 혁신을 확장하는 "리더"로서 인정받는 개인들을 기리기 위해 수여된다.
2017년 수상자로는 첼시 매닝(Chelsea Manning), 마이크 매스닉(Mike Masnick), 애니 게임(Annie Game)이 선정되었다.

### EFF 협력 컴퓨팅상 (EFF Cooperative Computing Awards)
EFF 협력 컴퓨팅상은 "평범한 인터넷 사용자가 거대한 과학 문제 해결에 기여하도록 장려"하기 위해 제정된 네 가지 상의 시리즈이다. 이 상은 소수(prime number) 중에서도 특히 기록적인 자릿수를 가진 소수를 처음 발견한 개인 또는 그룹에게 수여된다. 상금은 익명의 후원자가 지원한다.
상금 목록은 다음과 같습니다:
1,000,000자리 이상의 소수를 최초로 발견한 개인 또는 그룹에게 $50,000 — 2000년 4월 6일 수여
10,000,000자리 이상의 소수를 최초로 발견한 개인 또는 그룹에게 $100,000 — 2009년 10월 14일 수여
100,000,000자리 이상의 소수를 최초로 발견한 개인 또는 그룹에게 $150,000
1,000,000,000자리 이상의 소수를 최초로 발견한 개인 또는 그룹에게 $250,000

## 출판물
EFF는 온라인 정기간행물 EFFector<ref name="lFOmd">{{웹 인용|url= https://www.eff.org/effector/

## 참고 문헌
- Gelman, Robert B.; Stanton McCandlish (1998). 《Protecting Yourself Online: The Definitive Resource on Safety, Freedom & Privacy in Cyberspace》. New York: HarperEdge. ISBN 0-06-251512-8.
- Godwin, Mike (2003). 《Cyber Rights: Defending Free Speech in the Digital Age》. Cambridge: MIT Press. ISBN 0-262-57168-4.
- Goldsmith, Jack (2006). 《Who Controls the Internet?》. Oxford, Oxfordshire: Oxford University Press. ISBN 0-19-515266-2.
- Jones, Steve (2003). 《Encyclopedia of New Media》. Thousand Oaks: Sage Publications. ISBN 0-7619-2382-9.
- Sterling, Bruce (1993). 《The Hacker Crackdown: Law And Disorder On The Electronic Frontier》. London: Bantam. ISBN 0-553-56370-X.